# Вуд, Натали
На́тали Вуд (англ. Natalie Wood, имя при рождении Натали Заха́ренко (англ. Natalie Zakharenko); 20 июля 1938 — 29 ноября 1981) — американская актриса. Обладательница двух премий «Золотой глобус» и трёхкратная номинантка на премию «Оскар».

## Ранние годы

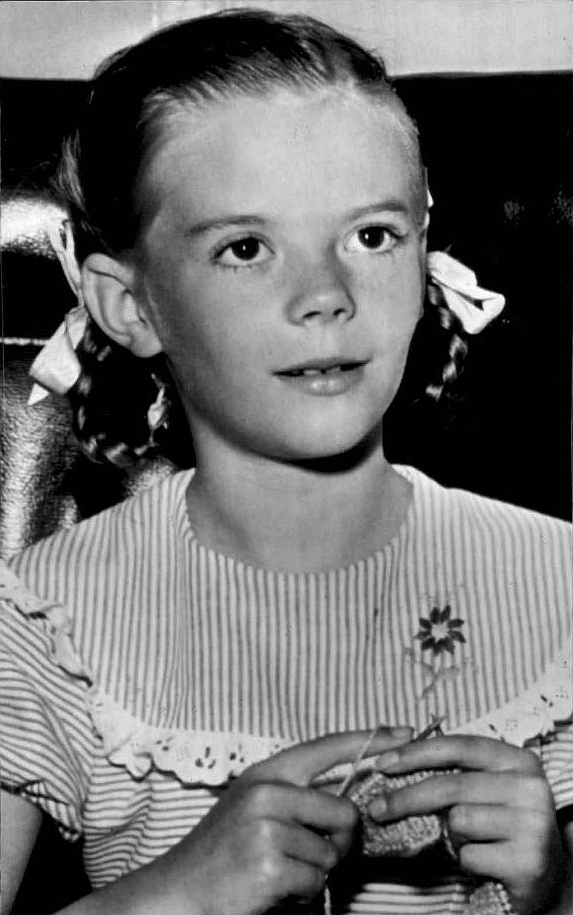
Вуд в 1947 году

Натали Захаренко родилась в Сан-Франциско, штат Калифорния, в семье Марии Зудиловой (1908—1998), известной по-разному как Мэри, Мари и Муся, и её второго мужа, плотника Николая Захаренко (1912―1980), которые, став гражданами США, изменили фамилию на Гурдин. Натали свободно говорила как на английском, так и на русском (с американским акцентом) языках и считала себя «очень русской».
Мать Вуд ― Мария родилась в Барнауле, на юге Сибири. Её дед по материнской линии владел мыловаренной и свечной фабриками, а также поместьем за городом. С началом Гражданской войны в России его семья покинула страну, переселившись в качестве беженцев в китайский Харбин. В 1925 году Мария вышла замуж за Александра Татулова, русского механика армянского происхождения. У них родилась дочь Ольга (1928—2015). Татуловы прибыли в Америку на корабле в 1930 году и развелись в 1936 году.
Отец Вуд, Николай, родился в Уссурийске (тогда называвшемся Никольское). Её дед по отцовской линии, рабочий шоколадной фабрики, в годы Гражданской войны поддерживал антибольшевистские силы и погиб во время уличных боёв между красными и белыми во Владивостоке. После этого его вдова и трое сыновей бежали в Шанхай, а затем переехали в Ванкувер, где в 1927 году бабушка Вуд вступила во второй брак, а в 1933 году переехала с мужем в США. Николай познакомился с матерью Вуд, которая была старше его на четыре года и была замужем за своим первым мужем.
Родители Вуд поженились в феврале 1938 года, за пять месяцев до её рождения. В 1942 году они купили дом в Санта-Розе, где Натали была замечена членами съемочной группы во время съемок фильма в центре города. После того, как Натали начала сниматься в детстве, Дэвид Льюис и Уильям Гетц, руководители студии RKO Radio Pictures, сменили её фамилию на Вуд, ссылаясь на режиссёра Сэма Вуда. Единственная родная сестра Вуд, Светлана Гурдин (семья сменила фамилию), родилась в Санта-Монике в 1946 году. Теперь известная как Лана Вуд, она также стала актрисой.

## Карьера
Начав актёрскую карьеру в четыре года, вскоре Вуд стала успешным актёром-ребёнком, снявшись в таких фильмах, как «Чудо на 34-й улице» (1947), «Призрак и миссис Мьюр» (1947) и «Звезда» (1952). Роль Джуди в фильме «Бунтарь без причины» с Джеймсом Дином в главной роли принесла ей в 1955 году номинацию на «Оскар» и помогла ей получить более взрослые и серьёзные роли.
Мировую славу Натали Вуд принесло участие в фильмах «Вестсайдская история» (1961), «Джипси» (1962) и «Большие гонки» (1965), а роли в фильмах «Великолепие в траве» (1961) и «Любовь с подходящим незнакомцем» (1963) принесли ей ещё две номинации на премию Американской киноакадемии. Её карьера успешно продолжалась в течение 1960-х годов, а с началом нового десятилетия Вуд стала сниматься намного меньше, посвятив себя семье. Одну из последних крупных ролей актриса сыграла в телефильме «Отныне и навсегда» в 1979 году, за которую была удостоена премии «Золотой глобус».
Во время проживания в Лос-Анджелесе была прихожанкой Спасо-Преображенского собора (РПЦЗ).

## Личная жизнь

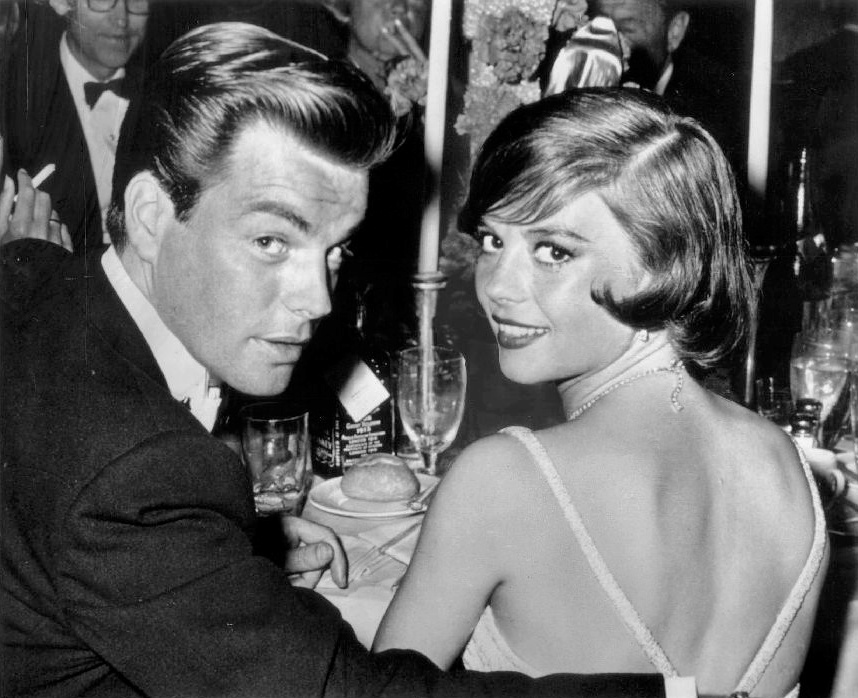
Вуд с мужем, Робертом Вагнером, 1960 год

Имела короткий роман с актёром и певцом, Элвисом Пресли. Отношения не сложились, так как она не понравилась матери Пресли. Позднее он называл её Mad Nat (Безумная Нэт).
В 1957 году Натали Вуд вышла замуж за актёра Роберта Вагнера. Супруги прожили вместе до 1961 года и официально развелись в 1962 году.
В 1969 году Вуд вышла замуж за британского продюсера Ричарда Грегсона, с которым развелась в 1972 году. Дочь — Наташа Грегсон Вагнер (род. 1970).
В 1972 году Натали Вуд восстановила отношения с Робертом Вагнером, за которого повторно вышла замуж в 1974 году и прожила с ним до своей гибели. В 1974 году родилась дочь Кортни Брук Вагнер (Courtney Brooke Wagner).
Всю жизнь страдала от гидрофобии.

### Предполагаемое изнасилование
Утверждается, что актриса была изнасилована Кирком Дугласом летом 1955 года, когда ей было 17, а ему — 38 лет. Предполагаемое изнасилование было впервые описано в 2001 году в биографии актрисы авторства Сюзанны Финстэд, хотя Финстэд не назвала имя преступника. Обвинение вновь привлекло внимание в январе 2018 года, после того как на 75-й церемонии вручения премии «Золотой глобус» почтили память Дугласа, и несколько новостных агентств сослались на анонимный пост в блоге 2012 года, в котором обвинялся Дуглас. В июле 2018 года Лана Вуд, сестра актрисы, рассказала в подкасте из 12 частей о жизни своей сестры, что та подверглась сексуальному насилию в подростковом возрасте и что нападение произошло в отеле Шато Мармон во время прослушивания на роль и продолжалось «часами». По словам профессора Синтии Лючии, изучавшей заявление о нападении, изнасилование Вуд было жестоким. В мемуарах 2021 года «Младшая сестра: Моё расследование загадочной смерти Натали Вуд» Лана Вуд утверждала, что напавшим тогда был Дуглас. Сын актёра Майкл Дуглас выступил с заявлением, в котором сказал в том числе: «Пусть они оба покоятся с миром».

## Гибель
Натали Вуд утонула в ночь с 29 на 30 ноября 1981 года при невыясненных обстоятельствах во время плавания на яхте у острова Санта-Каталина в Калифорнии. Кроме Вуд, на яхте находились её муж Роберт Вагнер, актёр Кристофер Уокен и капитан яхты Деннис Даверн. К 30-летию гибели актрисы полиция возобновила расследование обстоятельств произошедшего по новому заявлению капитана яхты. Её младшая сестра Лана Вуд после смерти Натали выпустила две книги-биографии о жизни актрисы.
11 января 2012 года газета Los Angeles Times сообщила о том, что полиция Лос-Анджелеса не нашла каких-либо доказательств убийства. По данным, которые приводит издание со ссылкой на главу следственного отдела полиции, возобновленное расследование не выявило каких-либо новых обстоятельств смерти.
Как пояснил высокопоставленный представитель полиции, подобные «глухие» дела никогда полностью не закрываются, и следственная работа может быть возобновлена в любое время в случае появления новой информации.
В январе 2013 года коронер округа Лос-Анджелес изменил официальную причину смерти Натали Вуд со «случайного утопления» на «утопление и другие неустановленные факторы» вследствие обнаруженных им свидетельств того, что некоторые синяки, ушибы и царапины на теле актрисы появились незадолго до её смерти.

## Фильмография
| Год       |    | Русское название                     | Оригинальное название              | Роль                                                |
| --------- | -- | ------------------------------------ | ---------------------------------- | --------------------------------------------------- |
| 1943      | ф  | Луна зашла                           | The Moon Is Down                   | Керри                                               |
| 1943      | ф  | Счастливая земля                     | Happy Land                         | девочка, уронившая мороженое                        |
| 1946      | ф  | Вечное завтра                        | Tomorrow Is Forever                | Маргарет Людвиг                                     |
| 1946      | ф  | Невеста в сапогах                    | The Bride Wore Boots               | Кэрол Уоррен                                        |
| 1947      | ф  | Призрак и миссис Мьюр                | The Ghost and Mrs. Muir            | Анна Мьюр в детстве                                 |
| 1947      | ф  | Чудо на 34-й улице                   | Miracle on 34th Street             | Сьюзан Уокер                                        |
| 1947      | ф  | Обломки                              | Driftwood                          | Дженни Холлингсворт                                 |
| 1948      | ф  | Скудда-у! Скудда-эй!                 | Scudda Hoo! Scudda Hay!            | Бин Макгилл                                         |
| 1949      | ф  | Цыплёнок каждое воскресенье          | Chicken Every Sunday               | Рути Хефферан                                       |
| 1949      | ф  | Незрелое обещание                    | The Green Promise                  | Сьюзан Мэттьюс                                      |
| 1949      | ф  | Отец был защитником                  | Father Was a Fullback              | Эллен Купер                                         |
| 1950      | ф  | Не надо грустных песен для меня      | No Sad Songs for Me                | Полли Скотт                                         |
| 1950      | ф  | Очень личное                         | Our Very Own                       | Пенни Маколей                                       |
| 1950      | ф  | Ни секунды скуки                     | Never a Dull Moment                | Нэн                                                 |
| 1950      | ф  | Большой куш                          | The Jackpot                        | Филлис Лоуренс                                      |
| 1951      | ф  | Дорогой эгоист                       | Dear Brat                          | Полин                                               |
| 1951      | с  | Телевизионный театр Крафта           | Kraft Television Theatre           | Бекки Тэтчер                                        |
| 1951      | ф  | Голубая вуаль                        | The Blue Veil                      | Стефани Роулинс                                     |
| 1952      | с  | —                                    | Chevron Theatre                    | Моника Эвертон                                      |
| 1952      | с  | —                                    | The Schaefer Century Theatre       | н/д                                                 |
| 1952      | ф  | История Роуз Боул                    | The Rose Bowl Story                | Салли Берк                                          |
| 1952      | ф  | Только для тебя                      | Just for You                       | Барбара Блейк                                       |
| 1952      | ф  | Звезда                               | The Star                           | Гретчен                                             |
| 1953—1954 | с  | —                                    | The Pride of the Family            | Энн Моррисон                                        |
| 1954      | с  | —                                    | The Pepsi-Cola Playhouse           | Моника                                              |
| 1954      | с  | Защитник общества                    | Public Defender                    | Рене Маршан                                         |
| 1954      | тф | —                                    | The Reluctant Redeemer             | н/д                                                 |
| 1954      | ф  | Серебряная чаша                      | The Silver Chalice                 | Хелена в детстве                                    |
| 1954      | с  | —                                    | Mayor of the Town                  | Джун / племянница мэра                              |
| 1954—1955 | с  | Театр «Дженерал Электрик»            | General Electric Theater           | Полли Гукин / Люси                                  |
| 1954—1957 | с  | Студия 57                            | Studio 57                          | Шейла Мейсон                                        |
| 1955      | с  | Театр Четыре Звезды                  | Four Star Playhouse                | Луиз                                                |
| 1955      | с  | Телевизионный театр Форда            | The Ford Television Theatre        | Полли Рамзи                                         |
| 1955      | ф  | Одно желание                         | One Desire                         | Сили Даудер                                         |
| 1955      | с  | —                                    | Max Liebman Spectaculars           | Клара Сессеман                                      |
| 1955      | ф  | Бунтарь без причины                  | Rebel Without a Cause              | Джуди                                               |
| 1955      | с  | Первая студия                        | Studio One                         | Джен Поттер                                         |
| 1955      | с  | Камера три                           | Camera Three                       | н/д                                                 |
| 1955—1956 | с  | —                                    | Kings Row                          | Рене Джиллинсон                                     |
| 1956      | ф  | Искатели                             | The Searchers                      | Дебби Эдвардс                                       |
| 1956      | с  | —                                    | Warner Brothers Presents           | н/д                                                 |
| 1956      | ф  | Крик в ночи                          | A Cry in the Night                 | Лиз Таггерт                                         |
| 1956      | ф  | Горящие холмы                        | The Burning Hills                  | Мария-Кристина Колтон                               |
| 1956      | с  | —                                    | The Kaiser Aluminum Hour           | Кэти Джо                                            |
| 1956      | ф  | Девушка, которую он оставил позади   | The Girl He Left Behind            | Сьюзан Дэниелс                                      |
| 1957      | с  | Конфликт                             | Conflict                           | Пэтси                                               |
| 1957      | ф  | Бомбардировщики Б-52                 | Bombers B-52                       | Лоис Бреннан                                        |
| 1958      | ф  | Марджори Морнингстар                 | Marjorie Morningstar               | Марджори Моргенштерн                                |
| 1958      | ф  | Короли отправляются в путь           | Kings Go Forth                     | Моник Блэр                                          |
| 1960      | ф  | Кэш Макколл                          | Cash McCall                        | Лори Остин                                          |
| 1960      | ф  | Прекрасные юные каннибалы            | All the Fine Young Cannibals       | Сара Дейвис                                         |
| 1961      | ф  | Великолепие в траве                  | Splendor in the Grass              | Уилма Дин Лумис                                     |
| 1961      | ф  | Вестсайдская история                 | West Side Story                    | Мария                                               |
| 1962      | ф  | Цыганка                              | Gypsy                              | Луиз Ховик                                          |
| 1963      | ф  | Любовь с подходящим незнакомцем      | Love with the Proper Stranger      | Энджи Россини                                       |
| 1964      | ф  | Секс и незамужняя девушка            | Sex and the Single Girl            | Хелен Браун                                         |
| 1965      | ф  | Большие гонки                        | The Great Race                     | Мэгги Дюбуа                                         |
| 1965      | ф  | Внутренний мир Дэйзи Кловер          | Inside Daisy Clover                | Дэйзи Кловер                                        |
| 1966      | ф  | На слом!                             | This Property Is Condemned         | Альва Старр                                         |
| 1966      | ф  | Пенелопа                             | Penelope                           | Пенелопа                                            |
| 1969      | ф  | Боб и Кэрол, Тед и Элис              | Bob & Carol & Ted & Alice          | Кэрол Сандерс                                       |
| 1972      | ф  | Кандидат                             | The Candidate                      | в роли самой себя                                   |
| 1973      | тф | О любви                              | The Affair                         | Кортни Паттерсон                                    |
| 1975      | ф  | Соглядатай                           | Peeper                             | Эллен Прендергаст                                   |
| 1975—1978 | с  | —                                    | Switch                             | девушка в пенной ванне / пассажирка круизного судна |
| 1976      | тф | Кошка на раскаленной крыше           | Cat on a Hot Tin Roof              | Маргарет                                            |
| 1979      | с  | Отныне и во веки веков               | From Here to Eternity              | Карен Холмс                                         |
| 1979      | тф | Крекерная фабрика                    | The Cracker Factory                | Кэсси Барретт                                       |
| 1979      | с  | Супруги Харт                         | Hart to Hart                       | кинозвезда                                          |
| 1979      | ф  | Метеор                               | Meteor                             | Татьяна Донская                                     |
| 1980      | ф  | Последняя супружеская пара в Америке | The Last Married Couple in America | Мари Томпсон                                        |
| 1980      | тф | Воспоминания Евы Райкер              | The Memory of Eva Ryker            | Ева Райкер / Клэр Райкер                            |
| 1980      | ф  | Уилли и Фил                          | Willie & Phil                      | в роли самой себя                                   |
| 1983      | ф  | Мозговой штурм                       | Brainstorm                         | Карен Брейс                                         |